# Морске сирене
Морске сирене (енгл. Sirens) америчка је мини-серија коју је створила Моли Смит Мецлер за Netflix. Радња се одвија током једног викенда на раскошном имању на плажи. Серија је приказана 22. маја 2025. Добила је позитивне рецензије критичара.

## Радња
Забринута због сестриног преблиског односа са њеном шефицом милијардерком, сналажљива обична жена потражи одговоре на раскошном имању уз море.

## Улоге
| Глумац        | Улога       |
| ------------- | ----------- |
| Џулијана Мур  | Микејла Кел |
| Меган Фахи    | Девон Девит |
| Мили Алкок    | Симон Девит |
| Глен Хауертон | Итан Корбин |
| Бил Камп      | Брус Девит  |
| Феликс Солис  | Хосе        |
| Кевин Бејкон  | Питер Кел   |

## Епизоде
| Бр. еп. | Наслов       | Редитељ         | Сценариста                      | Премијера     |
| ------- | ------------ | --------------- | ------------------------------- | ------------- |
| 1       | Изгнанство   | Никол Касел     | Моли Смит Мецлер                | 22. мај 2025. |
| 2       | Канџе        | Никол Касел     | Бека Брунстетер                 | 22. мај 2025. |
| 3       | Чудовиште    | Кујен Тран      | Колин Макена                    | 22. мај 2025. |
| 4       | Перзефона    | Кујен Тран      | Моли Смит Мецлер и Колин Макена | 22. мај 2025. |
| 5       | Песма сирена | Лила Нојгебауер | Моли Смит Мецлер                | 22. мај 2025. |